# Liga ARC 2006
La temporada 2006 de la Liga ARC fue la primera edición de la competición de traineras organizada por la Asociación de Remo del Cantábrico. Se compuso de dos grupos de 12 y 10 equipos respectivamente. La temporada regular comenzó el 6 de julio en Pasajes de San Pedro (Guipúzcoa) y Erandio (Vizcaya) y terminó el 27 de agosto en Pontejos (Cantabria) y Portugalete (Vizcaya). Posteriormente, se disputaron los play-off para el ascenso a la Liga ACT y entre los dos grupos de la Liga ARC.

## Sistema de competición
Al ser la primera edición de la competición, se disputaron unas regatas clasificatorias para determinar la ordenación de los dos grupos que configuran la competición. Estas eliminatorias se bogaron de manera independiente en cada una de las dos comunidades autónomas cuyas traineras que participaron inicialmente la competición:
- Cantabria: se disputaron 2 regatas para determinar 3 participantes en el Grupo 1 y el resto de embarcaciones inscritas disputarían el Grupo 2. Las dos regatas se compitieron en modalidad contrarreloj.[1][2]
  - Primera jornada: se clasificaron las dos primeras traineras.
  - Segunda jornada: se clasificó una sola trainera que fue la que mejor posición obtevo sin contar con las dos escuadras previamente clasificadas.
- País Vasco: también se disputaron 2 regatas clasificatorias para las 9 plazas del Grupo 1; el resto militarían en el Grupo 2.[3][4]
  - Primera jornada: se clasificaron 6 equipos.
  - Segunda jornada: solo bogaron las escuadras no clasificadas de las que se calificaron las 3 primeras para el Grupo 1.

Una vez determinada la composición de los 2 grupos, cada uno de ellos disputó un calendario de regatas propio. Al finalizar la liga regular y para decidir los ascensos y descensos entre la Liga ACT y los 2 grupos de la Liga ARC se disputaron sendos play-off:
- Play-off de ascenso a Liga ACT: se optó a 1 plaza en la Liga ACT entre el penúltimo clasificado de dicha competición, ya que el último descienió directamente, los 2 primeros del Grupo 1 y los 2 primeros de la Liga LGT.
- Play-off entre grupos ARC: el campeón del Grupo 2 asciendió directamente al Grupo 1 y la última plaza del Grupo 1 se disputó entre los dos últimos clasificados del Grupo 1 y el segundo y tercero del Grupo 2.

## Regatas

### Clasificatoria para ordenación de grupos

#### Cantabria
| Orden | Regata    | Fecha       | Hora  | Provincia |
| ----- | --------- | ----------- | ----- | --------- |
| 1     | Santander | 10 de junio | 16:00 | Cantabria |
| 2     | Santander | 11 de junio | 12:00 | Cantabria |

#### País Vasco
| Orden | Regata               | Fecha       | Provincia |
| ----- | -------------------- | ----------- | --------- |
| 1     | Pasajes de San Pedro | 10 junio    | Guipúzcoa |
| 2     | Pasajes de San Pedro | 11 de junio | Guipúzcoa |

### Temporada regular
Las siguientes regatas tuvieron lugar en 2006.

#### Grupo 1
| Orden | Regata                                        | Fecha           | Hora  | Localidad            | Provincia |
| ----- | --------------------------------------------- | --------------- | ----- | -------------------- | --------- |
| 1     | Bandera de San Pedro                          | 6 de julio      | 12:00 | Pasajes de San Pedro | Guipúzcoa |
| 2     | XVI Bandera Ayuntamiento de Camargo           | 6 de julio      | 12:00 | Camargo              | Cantabria |
| 3     | XXVII Bandera Iltmo. Ayuntamiento de Santurce | 15 de julio     | 19:00 | Santurce             | Vizcaya   |
| 4     | XXII Bandera de Pasajes                       | 22 de julio     | 17:00 | Pasajes de San Juan  | Guipúzcoa |
| 5     | XXXVII Bandera de Santander                   | 29 de julio     | 19:30 | Santander            | Cantabria |
| 6     | XXI Bandera El Correo-Gran Premio BBK         | 30 de julio     | 12:00 | Lequeitio            | Vizcaya   |
| 7     | XXII Bandera de Ondárroa                      | 5 de agosto     | 17:30 | Ondárroa             | Vizcaya   |
| 8     | III Bandera Donostia Arraun Lagunak           | 6 de agosto     | 12:00 | San Sebastián        | Guipúzcoa |
| 9     | XI Regata Promoción de Fuenterrabía           | 12 de agosto    | 18:00 | Fuenterrabía         | Guipúzcoa |
| 10    | Bandera de Guetaria                           | 15 de agosto    | 12:00 | Guetaria             | Guipúzcoa |
| 11    | XXII Bandera Petronor                         | 26 de agosto    | 18:00 | Ciérvana             | Vizcaya   |
| 12    | XXII Bandera Marina de Cudeyo                 | 27 de agosto    | 18:45 | Pontejos             | Cantabria |
| 13    | II Bandera de Lequeitio                       | 2 de septiembre | 11:30 | Lequeitio            | Vizcaya   |

#### Grupo 2
| Orden | Regata                                  | Fecha           | Hora  | Localidad       | Provincia |
| ----- | --------------------------------------- | --------------- | ----- | --------------- | --------- |
| 1     | XIX Bandera de Erandio                  | 6 de julio      | 13:00 | Erandio         | Vizcaya   |
| 2     | XVI Bandera de San Juan de Luz-Ciburu   | 9 de julio      | 11:30 | San Juan de Luz | Francia   |
| 3     | II Bandera Caja Madrid-Ur Kirolak       | 16 de julio     | 11:00 | San Sebastián   | Guipúzcoa |
| 4     | III Bandera del Puerto Viejo de Algorta | 30 de julio     | 19:00 | Algorta         | Vizcaya   |
| 5     | IX Bandera de Las Arenas                | 5 de agosto     | 12:00 | Las Arenas      | Vizcaya   |
| 6     | II Bandera Urola Kosta                  | 6 de agosto     | 16:30 | Zumaya          | Guipúzcoa |
| 7     | XXV Bandera Noble Villa de Portugalete  | 12 de agosto    | 18:00 | Portugalete     | Vizcaya   |
| 8     | XXIX Bandera Villa de Bilbao            | 20 de agosto    | 17:00 | Bilbao          | Vizcaya   |
| 9     | XIII Bandera Ría del Asón               | 26 de agosto    | 18:30 | Colindres       | Cantabria |
| 10    | Bandera ARC 2                           | 27 de agosto    | 18:15 | Portugalete     | Vizcaya   |
| 11    | XIII Bandera Ayuntamiento de Sestado    | 9 de septiembre | 17:45 | Sestao          | Vizcaya   |

### Play-off

#### Previo de ascenso a Liga ACT
| Orden | Regata    | Fecha            | Hora  | Provincia |
| ----- | --------- | ---------------- | ----- | --------- |
| 1     | Castropol | 16 de septiembre | 13:00 | Asturias  |
| 2     | Castropol | 17 de septiembre | 13:00 | Asturias  |

#### Ascenso a Liga ACT
| Orden | Regata      | Fecha            | Hora  | Provincia |
| ----- | ----------- | ---------------- | ----- | --------- |
| 1     | Pedreña     | 23 de septiembre | 17:00 | Cantabria |
| 2     | Portugalete | 24 de septiembre | 12:00 | Vizcaya   |

#### Ascenso a Grupo 1
| Orden | Regata                          | Fecha           | Hora  | Localidad | Provincia |
| ----- | ------------------------------- | --------------- | ----- | --------- | --------- |
| 1     | Lequeitio (en mar)              | 2 de septiembre | 11:30 | Lequeitio | Vizcaya   |
| 2     | XIII Bandera de Sestao (en ría) | 9 de septiembre | 17:45 | Sestao    | Vizcaya   |

## Traineras participantes

### Clasificatoria en Cantabria
- 1ª jornada

| Pos. | Club                | Trainera           | Tiempo   | Grupo |
| ---- | ------------------- | ------------------ | -------- | ----- |
| 1    | Laredo              | La Pejinuca        | 20:28,67 | ARC-1 |
| 2    | Ciudad de Santander | Virgen del Mar     | 20:39,41 | ARC-1 |
| 3    | Pontejos-Repsol     | Jose Luis Valdueza | 20:40,34 |       |
| 4    | Camargo             | Virgen del Carmen  | 21:00,84 |       |
| 5    | Colindres           | San Ginés          | 21:20,38 |       |

- 2ª jornada

| Pos. | Club                | Trainera           | Tiempo   | Grupo |
| ---- | ------------------- | ------------------ | -------- | ----- |
| 1    | Laredo              | La Pejinuca        | 20:09,41 | ARC-1 |
| 2    | Camargo             | Virgen del Carmen  | 20:25,31 | ARC-1 |
| 3    | Pontejos-Repsol     | Jose Luis Valdueza | 20:30,33 | ARC-2 |
| 4    | Ciudad de Santander | Virgen del Mar     | 20:36,03 | ARC-1 |
| 5    | Colindres           | San Ginés          | 22:29,05 | ARC-2 |

### Clasificatoria en País Vasco
- 1.ª jornada

| Pos. | Club                       | Trainera         | Tiempo   | Grupo |
| ---- | -------------------------- | ---------------- | -------- | ----- |
| 1    | San Pedro                  | Libia            | 19:26,02 | ARC-1 |
| 2    | Getaria-Indaux             | Esperantza       | 19:27,86 | ARC-1 |
| 3    | Isuntza-Super BM-Grafilur  | Lekittarra       | 19:29,06 | ARC-1 |
| 4    | Ondarroa                   | Antiguako ama    | 19:31,54 | ARC-1 |
| 5    | Trintxerpe                 | Azkuene          | 19:32,50 | ARC-1 |
| 6    | Donostia Arraun Lagunak    | Lugañene         | 19:33,74 | ARC-1 |
| 7    | Santurtzi                  | Sotera           | 19:41,46 |       |
| 8    | Kaiku                      | Bizkaitarra      | 19:47,58 |       |
| 9    | Zierbena-Bahías de Bizkaia | Zierbena'        | 19:50,98 |       |
| 10   | Lutxana                    | Erandiotarra     | 20:01,94 |       |
| 11   | Hondarribia B-Pasquier     | Ama Guadalupekoa | 20:03,74 |       |
| 12   | Ur-Kirolak-Easo Motor      | Koruko Ama       | 20:12,42 |       |
| 13   | Ur Joko                    | Ipar Haizea      | 20:22,74 |       |
| 14   | Urola Kosta                | Telmo Deun       | 20:25,26 |       |
| 15   | Deusto-Tecumi              | Tomatera         | 20:30,78 |       |
| 16   | Raspas                     | Areatarra        | 20:34,66 |       |
| 17   | Portugalete                | Jarrillera       | 20:37,42 |       |
| 18   | Algorta-Suminan            | Portu Zaharra    | 20:42,54 |       |

- 2ª jornada

| Pos. | Club                       | Trainera         | Tiempo   | Grupo |
| ---- | -------------------------- | ---------------- | -------- | ----- |
| 1    | Santurtzi                  | Sotera           | 20:00,02 | ARC-1 |
| 2    | Hondarribia B-Pasquier     | Ama Guadalupekoa | 20:02,22 | ARC-1 |
| 3    | Zierbena-Bahías de Bizkaia | Zierbena'        | 20:12,54 | ARC-1 |
| 4    | Kaiku                      | Bizkaitarra      | 20:18,58 | ARC-2 |
| 5    | Lutxana                    | Erandiotarra     | 20:19,22 | ARC-2 |
| 6    | Portugalete                | Jarrillera       | 20:35,14 | ARC-2 |
| 7    | Urola Kosta                | Telmo Deun       | 20:41,50 | ARC-2 |
| 8    | Ur Joko                    | Ipar Haizea      | 20:51,58 | ARC-2 |
| 9    | Ur-Kirolak-Easo Motor      | Koruko Ama       | 20:57,86 | ARC-2 |
| 10   | Deusto-Tecumi              | Tomatera         | 21:10,58 | ARC-2 |
| 11   | Algorta-Suminan            | Portu Zaharra    | 21:11,46 | ARC-2 |
| 12   | Raspas                     | Areatarra        | 21:17,10 | ARC-2 |

### Grupo 1
Tras estos resultados, el Grupo 1 de la Liga ARC en su primer año la formaron los siguientes equipos.
| Equipo                     | Nombre de la Trainera | Localidad            | Provincia |
| -------------------------- | --------------------- | -------------------- | --------- |
| Ciudad de Santander        | Virgen del Mar        | Santander            | Cantabria |
| Pontejos-Repsol            | Jose Luis Valdueza    | Pontejos             | Cantabria |
| Camargo                    | Virgen del Carmen     | Camargo              | Cantabria |
| Zierbena-Bahías de Bizkaia | Zierbena              | Ciérvana             | Vizcaya   |
| Santurtzi                  | Sotera                | Santurce             | Vizcaya   |
| Isuntza-Super BM-Grafilur  | Lekittarra            | Lequeitio            | Vizcaya   |
| Ondarroa                   | Antiguako ama         | Ondárroa             | Vizcaya   |
| Getaria-Indaux             | Esperantza            | Guetaria             | Guipúzcoa |
| Donostia Arraun Lagunak    | Lugañene              | San Sebastián        | Guipúzcoa |
| Trintxerpe                 | Azkuene               | Pasajes              | Guipúzcoa |
| San Pedro                  | Libia                 | Pasajes de San Pedro | Guipúzcoa |
| Hondarribia B-Pasquier     | Ama Guadalupekoa      | Fuenterrabía         | Guipúzcoa |

Los clubes participantes están ordenados geográficamente, de oeste a este.
Debido a que la Sociedad Deportiva de Remo Astillero fue expulsado de la Liga ACT ese año, Laredo ascendió a dicha liga y su puesto en el Grupo 1 lo ocupó Pontejos-Repsol.

### Grupo 2
Tras estos resultados, el Grupo 2 de la Liga ARC en su primer año la formaron los siguientes equipos.
| Equipo                | Nombre de la Trainera | Localidad           | Provincia |
| --------------------- | --------------------- | ------------------- | --------- |
| Colindres             | San Ginés             | Colindres           | Cantabria |
| Algorta-Suminan       | Portu Zaharra         | Algorta             | Vizcaya   |
| Raspas                | Areatarra             | Las Arenas (Guecho) | Vizcaya   |
| Portugalete           | Jarrillera            | Portugalete         | Vizcaya   |
| Kaiku                 | Bizkaitarra           | Sestao              | Vizcaya   |
| Lutxana               | Erandiotarra          | Erandio             | Vizcaya   |
| Deusto-Tecumi         | Tomatera              | Bilbao              | Vizcaya   |
| Urola Kosta           | Telmo Deun            | Zumaya-Zarauz       | Guipúzcoa |
| Ur-Kirolak-Easo Motor | Koruko Ama            | San Sebastián       | Guipúzcoa |
| Ur Joko               | Ipar Haizea           | San Juan de Luz     | Francia   |

Los clubes participantes están ordenados geográficamente, de oeste a este.

### Equipos por provincia
| Provincia | Grupo | N. | Equipos                                                                                |
| --------- | ----- | -- | -------------------------------------------------------------------------------------- |
| Vizcaya   | 1     | 4  | Isuntza-Super BM-Grafilur, Ondarroa, Santurtzi, Zierbena-Bahías de Bizkaia             |
| Vizcaya   | 2     | 6  | Algorta-Suminan, Deusto-Tecumi, Kaiku, Lutxana, Portugalete, Raspas                    |
| Vizcaya   | TOTAL | 10 |                                                                                        |
| Guipúzcoa | 1     | 5  | Donostia Arraun Lagunak, Getaria-Indaux, Hondarribia B-Pasquier, San Pedro, Trintxerpe |
| Guipúzcoa | 2     | 2  | Ur-Kirolak-Easo Motor, Urola Kosta                                                     |
| Guipúzcoa | TOTAL | 7  |                                                                                        |
| Cantabria | 1     | 3  | Camargo, Pontejos-Repsol, Ciudad de Santander                                          |
| Cantabria | 2     | 1  | Colindres                                                                              |
| Cantabria | TOTAL | 4  |                                                                                        |
| Francia   | 1     | -  | -                                                                                      |
| Francia   | 2     | 1  | Ur Joko                                                                                |
| Francia   | TOTAL | 1  |                                                                                        |

### Ascensos y descensos
| Grupo 1 |                            |
| --- | -------------------------- |
| \| Pos. \| Nueva inscripción \| \| ---- \| -------------------------- \| \| - \| Camargo \| \| - \| Donostia Arraun Lagunak \| \| - \| Getaria-Indaux \| \| - \| Hondarribia B-Pasquier \| \| - \| Isuntza-Super BM-Grafilur \| \| - \| Ondarroa \| \| - \| Pontejos-Repsol \| \| - \| San Pedro \| \| - \| Ciudad de Santander \| \| - \| Santurtzi \| \| - \| Trintxerpe \| \| - \| Zierbena-Bahías de Bizkaia \| |                            |
| Pos. | Nueva inscripción          |
| - | Camargo                    |
| - | Donostia Arraun Lagunak    |
| - | Getaria-Indaux             |
| - | Hondarribia B-Pasquier     |
| - | Isuntza-Super BM-Grafilur  |
| - | Ondarroa                   |
| - | Pontejos-Repsol            |
| - | San Pedro                  |
| - | Ciudad de Santander        |
| - | Santurtzi                  |
| - | Trintxerpe                 |
| - | Zierbena-Bahías de Bizkaia |

| Grupo 2 |                       |
| --- | --------------------- |
| \| Pos. \| Nueva inscripción \| \| ---- \| --------------------- \| \| - \| Algorta-Suminan \| \| - \| Colindres \| \| - \| Deusto-Tecumi \| \| - \| Kaiku \| \| - \| Lutxana \| \| - \| Portugalete \| \| - \| Raspas \| \| - \| Ur Joko \| \| - \| Ur-Kirolak-Easo Motor \| \| - \| Urola Kosta \| |                       |
| Pos. | Nueva inscripción     |
| - | Algorta-Suminan       |
| - | Colindres             |
| - | Deusto-Tecumi         |
| - | Kaiku                 |
| - | Lutxana               |
| - | Portugalete           |
| - | Raspas                |
| - | Ur Joko               |
| - | Ur-Kirolak-Easo Motor |
| - | Urola Kosta           |

     Nueva inscripción.

## Clasificaciones
A continuación se recoge la clasificación en cada una de las regatas disputadas en cada grupo.

### Grupo 1

#### Puntuaciones
Los puntos se reparten entre los doce participantes en cada regata.
| Posición | 1.º | 2.º | 3.º | 4.º | 5.º | 6.º | 7.º | 8.º | 9.º | 10.º | 11.º | 12.º |
| Puntos   | 12  | 11  | 10  | 9   | 8   | 7   | 6   | 5   | 4   | 3    | 2    | 1    |

#### Resultados por regata
| Pos. | Club                       | Trainera           | 1 PED | 2 CAM | 3 SCE | 4 PAS | 5 SER | 6 COR | 7 OND | 8 DON | 9 PRO | 10 GUE | 11 PET | 12 CUD | 13 LEQ | Puntos |
| ---- | -------------------------- | ------------------ | ----- | ----- | ----- | ----- | ----- | ----- | ----- | ----- | ----- | ------ | ------ | ------ | ------ | ------ |
| 1    | San Pedro                  | Libia              | 1     | 2     | 7     | 1     | 1     | 1     | 4     | 6     | 2     | 2      | 1      | 1      | 1      | 127    |
| 2    | Isuntza-Super BM-Grafilur  | Lekittarra         | 2     | 1     | 9     | 5     | 4     | 5     | 6     | 1     | 3     | 3      | 3      | 4      | 4      | 110    |
| 3    | Getaria-Indaux             | Esperantza         | 5     | 9     | 1     | 3     | 11    | 12    | 1     | 2     | 4     | 8      | 2      | 8      | 2      | 90     |
| 4    | Trintxerpe                 | Azkuene            | 7     | 7     | 4     | 6     | 12    | 3     | 9     | 3     | 10    | 5      | 4      | 2      | 5      | 84     |
| 5    | Ondarroa                   | Antiguako ama      | 3     | 3     | 8     | 8     | 2     | 11    | 2     | 11    | 9     | 6      | 8      | 6      | 6      | 79     |
| 6    | Pontejos-Repsol            | Jose Luis Valdueza | 11    | 4     | 10    | 9     | 7     | 2     | 5     | 7     | EX    | 1      | 11     | 3      | 3      | 73     |
| 7    | Donostia Arraun Lagunak    | Lugañene           | 9     | 5     | 6     | 2     | 3     | 9     | 3     | 8     | 7     | 12     | 6      | DSQ    | DNP    | 73     |
| 8    | Zierbena-Bahías de Bizkaia | Zierbena           | 8     | 10    | 12    | 4     | 6     | 8     | 7     | 4     | 11    | 7      | 5      | 7      | 7      | 67     |
| 9    | Santurtzi                  | Sotera             | 4     | 11    | 3     | 11    | 5     | 10    | 10    | 10    | 8     | 9      | 9      | 5      | 9      | 61     |
| 10   | Camargo                    | Virgen del Carmen  | 10    | 8     | 5     | 12    | 10    | 6     | 12    | 5     | 1     | 11     | 7      | 10     | 8      | 59     |
| 11   | Ciudad de Santander        | Virgen del Mar     | 6     | 12    | 11    | 10    | 8     | 4     | 8     | 9     | 6     | 4      | DSQ    | 9      | DNP    | 56     |
| 12   | Hondarribia B-Pasquier     | Ama Guadalupekoa   | 12    | 6     | 2     | 7     | 9     | 7     | 11    | 12    | 5     | 10     | 10     | 11     | DNP    | 54     |

| Color     | Resultado                        |
| --------- | -------------------------------- |
| Oro       | Ganador                          |
| Plata     | Segundo                          |
| Bronce    | Tercero                          |
| Verde     | Puntuó                           |
| Negro     | DSQ - Descalificado              |
| Sin color | DNP - Inscrito pero no participó |
| Sin color | EX - Excluido. Fuera de regata   |

La Bandera de Lequeitio no puntuó ya que en ella participaron en tanda aparte las tripulaciones que disputaron el play-off entre grupos.

#### Palmarés
| Pos. | Club                       | Victorias | Segundos | Terceros | Puntos | Ascenso o descenso            |
| ---- | -------------------------- | --------- | -------- | -------- | ------ | ----------------------------- |
| 1    | San Pedro                  | 7         | 3        | -        | 127    | Play-off de previo de ascenso |
| 2    | Isuntza-Super BM-Grafilur  | 2         | 1        | 3        | 110    | Play-off de previo de ascenso |
| 3    | Getaria-Indaux             | 2         | 3        | 1        | 90     |                               |
| 4    | Trintxerpe                 | -         | 1        | 2        | 84     |                               |
| 5    | Ondarroa                   | -         | 2        | 2        | 79     |                               |
| 6    | Pontejos-Repsol            | 1         | 1        | 2        | 73     |                               |
| 7    | Donostia Arraun Lagunak    | -         | 1        | 2        | 73     |                               |
| 8    | Zierbena-Bahías de Bizkaia | -         | -        | -        | 67     |                               |
| 9    | Santurtzi                  | -         | -        | 1        | 61     |                               |
| 10   | Camargo                    | 1         | -        | -        | 59     |                               |
| 11   | Ciudad de Santander        | -         | -        | -        | 56     | Play-off de descenso          |
| 12   | Hondarribia B-Pasquier     | -         | 1        | -        | 54     | Play-off de descenso          |

### Grupo 2

#### Puntuaciones
Los puntos se reparten entre los diez participantes en cada regata.
| Posición | 1.º | 2.º | 3.º | 4.º | 5.º | 6.º | 7.º | 8.º | 9.º | 10.º |
| Puntos   | 10  | 9   | 8   | 7   | 6   | 5   | 4   | 3   | 2   | 1    |

#### Resultados por regata
| Pos. | Club                  | Trainera      | 1 ERA | 2 LUZ | 3 URK | 4 ALG | 5 ARE | 6 URO | 7 POR | 8 BIL | 9 ASO | 10 ARC | 11 SES | Puntos |
| ---- | --------------------- | ------------- | ----- | ----- | ----- | ----- | ----- | ----- | ----- | ----- | ----- | ------ | ------ | ------ |
| 1    | Kaiku                 | Bizkaitarra   | 1     | 1     | 2     | 1     | 1     | 1     | 1     | 1     | 1     | 2      | 1      | 98     |
| 2    | Ur-Kirolak-Easo Motor | Koruko Ama    | 3     | 4     | 1     | 7     | 3     | 7     | 2     | 3     | 5     | 1      | 3      | 74     |
| 3    | Urola Kosta           | Telmo Deun    | 2     | 7     | 5     | 3     | 2     | 3     | 3     | 7     | 2     | 3      | 5      | 73     |
| 4    | Portugalete           | Jarrillera    | 5     | 3     | 6     | 2     | 4     | 4     | 5     | 4     | 4     | 5      | 9      | 68     |
| 5    | Lutxana               | Erandiotarra  | 4     | 5     | 4     | EX    | 7     | 2     | 4     | 2     | 3     | 4      | 4      | 64     |
| 6    | Ur Joko               | Ipar Haizea   | 6     | 8     | 3     | 4     | 5     | 8     | 9     | 6     | 7     | 10     | 8      | 44     |
| 7    | Colindres             | San Ginés     | 8     | 2     | 8     | 5     | 9     | 5     | 6     | 9     | 6     | 9      | 2      | 43     |
| 8    | Deusto-Tecumi         | Tomatera      | 7     | 6     | 7     | 8     | 6     | 9     | 8     | 5     | 10    | 8      | 6      | 36     |
| 9    | Raspas                | Areatarra     | 9     | 9     | 10    | 6     | 8     | 6     | 7     | 8     | 9     | 6      | 7      | 32     |
| 10   | Algorta-Suminan       | Portu Zaharra | 10    | 10    | 9     | 9     | 10    | 10    | 10    | 10    | 8     | 7      | 10     | 17     |

La Bandera de Sestao no puntuó ya que en ella participaron en tanda aparte las tripulaciones que disputaron el play-off entre grupos.

#### Palmarés
| Pos. | Club                  | Victorias | Segundos | Terceros | Puntos | Ascenso             |
| ---- | --------------------- | --------- | -------- | -------- | ------ | ------------------- |
| 1    | Kaiku                 | 9         | 2        | -        | 98     | Ascenso a Grupo 1   |
| 2    | Ur-Kirolak-Easo Motor | 2         | 1        | 4        | 74     | Play-off de ascenso |
| 3    | Urola Kosta           | -         | 3        | 4        | 73     | Play-off de ascenso |
| 4    | Portugalete           | -         | 1        | 1        | 68     |                     |
| 5    | Lutxana               | -         | 2        | 1        | 64     |                     |
| 6    | Ur Joko               | -         | -        | 1        | 44     |                     |
| 7    | Colindres             | -         | 2        | -        | 43     |                     |
| 8    | Deusto-Tecumi         | -         | -        | -        | 36     |                     |
| 9    | Raspas                | -         | -        | -        | 32     |                     |
| 10   | Algorta-Suminan       | -         | -        | -        | 17     |                     |

### Play-off previo de ascenso a Liga ACT

#### Puntuaciones
Los puntos se reparten entre los cuatro participantes en cada regata.
| Posición | 1.º | 2.º | 3.º | 4.º |
| Puntos   | 4   | 3   | 2   | 1   |

#### Resultados
| Pos. | Club                      | Trainera   | 1 COL | 2 COL | Puntos | Pasa a play-off     |
| ---- | ------------------------- | ---------- | ----- | ----- | ------ | ------------------- |
| 1    | San Pedro                 | Libia      | 1     | 1     | 8      | Play-off de ascenso |
| 2    | Samertolameu              | Meira Mar  | 2     | 3     | 5      | Play-off de ascenso |
| 3    | Isuntza-Super BM-Grafilur | Lekittarra | 3     | 2     | 5      |                     |
| 4    | Amegrove                  | Pabliño    | 4     | 4     | 2      |                     |

### Play-off de ascenso a Liga ACT

#### Puntuaciones
Los puntos se reparten entre los cuatro participantes en cada regata.
| Posición | 1.º | 2.º | 3.º | 4.º |
| Puntos   | 4   | 3   | 2   | 1   |

#### Resultados
| Pos. | Club             | Trainera    | 1 BIL | 2 POR | Puntos | Ascenso o descenso    |
| ---- | ---------------- | ----------- | ----- | ----- | ------ | --------------------- |
| 1    | San Pedro        | Libia       | 1     | 1     | 8      | Ascenso a Liga ACT    |
| 2    | Laredo           | La Pejinuca | 2     | 3     | 5      | Permanece en Liga ACT |
| 3    | San Juan-Sumelec | San Juan    | 4     | 2     | 4      | Desciende a Liga ARC  |
| 4    | Samertolameu     | Meira Mar   | 3     | 4     | 3      | Permanece en Liga LGT |

### Play-off entre grupos

#### Puntuaciones
Los puntos se reparten entre los cuatro participantes en cada regata.
| Posición | 1.º | 2.º | 3.º | 4.º |
| Puntos   | 4   | 3   | 2   | 1   |

#### Resultados
| Pos. | Club                   | Trainera         | 1 RÍA | 2 MAR | Puntos | Ascenso o descenso   |
| ---- | ---------------------- | ---------------- | ----- | ----- | ------ | -------------------- |
| 1    | Ciudad de Santander    | Virgen del Mar   | 1     | 1     | 8      | Permanece en Grupo 1 |
| 2    | Hondarribia B-Pasquier | Ama Guadalupekoa | 2     | 2     | 6      | Permanece en Grupo 1 |
| 3    | Ur-Kirolak-Easo Motor  | Koruko Ama       | 3     | 3     | 4      | Permanece en Grupo 2 |
| 4    | Urola Kosta            | Telmo Deun       | 4     | 4     | 2      | Permanece en Grupo 2 |

Debido a la desaparición de Ciudad de Santander, el equipo de Ur-Kirolak-Easo Motor ascendió de categoría.